# BSG Mansfeldkombinat Eisleben
BSG Mansfeldkombinat Eisleben was een Oost-Duitse BSG uit Eisleben, Saksen-Anhalt. De club was in meerdere sporttakken actief. De succesvolste afdeling was volleybal waarvan de heren tussen 1952 en 1955 drie keer landskampioen werden.

## Voetbal
De club werd in 1945 opgericht als SG Eisleben en nam later de namen BSG VVB Mansfeld Eisleben en Aktivist Mansfeld aan. In 1951 werd de naam BSG Stahl Eisleben en de club ging in de nieuwe Bezirksliga Halle spelen, de derde klasse. De club speelde tot 1958 in de Bezirskliga toen de club kampioen werd voor BSG Motor Aschersleben en promoveerde naar de II. DDR-Liga. De club speelde hier tot de competitie ontbonden werd in 1963. In dat laatste seizoen werd de club verrassend kampioen voor de favorieten Dynamo Erfurt en Aktivist Tiefenort. De DDR-Liga bleek een maatje te groot voor de club en Eisleben degradeerde meteen weer. De club slaagde er niet meer in terug te keren en nam later de naam BSG Mansfeldkombinat Eisleben aan. De club speelde nog tot 1972 in de Bezirksliga.
Na de Duitse hereniging werden alle BSG's ontbonden en de financiering voor de club stopte waarop ze fuseerden met rivaal Dynamo Eisleben tot MSV Eisleben.